# Yves Cros
Yves Irenne Joseph Cros (ur. 5 października 1923 w Aigues-Vives, zm. 21 lipca 1995 w Béziers) – francuski lekkoatleta, płotkarz i sprinter, mistrz Europy z 1946.
Specjalizował się w biegu na 400 metrów przez płotki. Zdobył złoty medal w sztafecie 4 × 400 metrów (która biegła w składzie: Bernard Santona, Cros, Robert Chef d’Hôtel i Jacques Lunis) na mistrzostwach Europy w 1946 w Oslo, a w finale biegu na 400 metrów przez płotki zajął 4. miejsce. W obu przypadkach ustanowił rekordy Francji: na 400 metrów przez płotki czasem 52,6 s, a w sztafecie rezultatem 3:13,4.
Zajął 5. miejsce w finale biegu na 400 metrów przez płotki na igrzyskach olimpijskich w 1948 w Londynie, a na mistrzostwach Europy w 1950 w Brukseli odpadł w półfinale tej konkurencji.
Cros był mistrzem Francji w biegu na 400 metrów przez płotki w 1944, 1946, 1947 i 1949, wicemistrzem w 1948 oraz brązowym medalistą w 1950 i 1951.
Rekord życiowy Crosa w biegu na 400 metrów przez płotki wynosił 52,5 s i pochodził z 1948.